# Breguet 393T
Breguet 393T – francuski samolot pasażerski z okresu okresu międzywojennego. 

## Historia
W 1930 roku francuska wytwórnia lotnicza Société Anonyme des Ateliers d'Aviation Louis Breguet rozpoczęła prace nad samolotem o konstrukcji całkowicie metalowej. Taki samolot zaproponowała ona francuskim liniom lotniczym Air Union (w 1933 roku weszły w skład nowo utworzonych linii lotniczych Air France), które wyraziły zgodę na zakup takich samolotów pasażerskich.  
Pierwszy prototyp oznaczony był jako 390T. Była to konstrukcja całkowicie metalowa, łącznie z poszyciem i wyposażona w trzy silniki gwiazdowe Gnome et Rhône 5K o mocy 230 KM (170 kW). Prototyp ten uległ jednak katastrofie w czasie próby pierwszego lotu. Zbudowany w tym czasie drugi prototyp oznaczony 391T, identyczny jak pierwszy został oblatany w dniu 30 stycznia 1931 roku. Nie spełniał on jednak warunków z uwagi na zbyt małą moc silników i zbyt duży ciężar. Zbudowano wtedy kolejny prototyp oznaczony jako 392T, z tym, że zastosowano w nim silniki Hispano-Suiza 9Qc o mocy 300 KM (220 kW) oraz poszycie wykonano z płótna, zamiast blachy. Samolot ten został po próbach fabrycznych przyjęty do produkcji seryjnej, przy czym w samolotach seryjnych zastosowano silniki Gnome et Rhône 7Kd o mocy 350 KM (257 kW). Samolot z takimi silnikami otrzymał oznaczenie 393T. Dalej już nie rozwijano tego typu, gdyż w lotnictwie cywilnym zaczęto preferować samoloty jednopłatowe.
Pierwszy samolot seryjny został oblatany w 1933 roku. Zbudowano serię sześciu samolotów, które zakupiły linie lotnicze Air France.
Łącznie wyprodukowano 9 samolotów wszystkich wersji.

## Użycie w lotnictwie
Samoloty Breguet 393T w ilości 6 sztuk zakupione zostały przez linie lotnicze Air France i były użytkowane na liniach lotniczych do kolonii francuskich w Afryce i Bliskim Wschodzie. Pierwszy samolot tego typu wszedł do regularnych lotów w lipcu 1934 roku, na trasie z Tuluzy do Casablanki. Także dwa kolejne samoloty tego typu latały na tej trasie. Natomiast kolejne trzy samoloty wysłane zostały do Ameryki Południowej, gdzie latały na trasie z Natalu do Buenos Aires.
Samoloty te użytkowano do czasu ich technicznego zużycia.

## Opis techniczny
Samolot Berguet 393T był dwupłatem o konstrukcji metalowej, krytym płótnem.  
Napęd stanowiły trzy silniki gwiazdowe o mocy 350 KM (257 kW) z owiewkami NACA. Jeden umieszczono z przodu kadłuba, natomiast dwa kolejne w gondolach zamontowanych na dolnych płatach.  
W kadłubie znajdowała się kabina pasażerska dla 10 osób.